# Alicia Gogîrlă
Alicia Maria Gogîrla (* 17. Januar 2003 in Râmnicu Vâlcea, Rumänien) ist eine rumänische Handballspielerin, die für die rumänische Nationalmannschaft aufläuft.

## Karriere

### Im Verein
Gogîrlă spielte in ihrer Jugend Handball in Râmnicu Vâlcea und Brașov, wobei sie in ihrer Jugendzeit über viele Jahre von ihrer Mutter Simona Gogîrlă, die ebenfalls für die rumänische Nationalmannschaft auflief, trainiert wurde. Am 30. August 2019 gab sie im Alter von sechzehn Jahren und sieben Monaten ihr Erstligadebüt für CSM Corona Brașov. Zwei Jahre später unterschrieb die Rückraumspielerin einen Vertrag beim Ligakonkurrenten CSM Bukarest, mit dem sie 2023 die rumänische Meisterschaft sowie 2022 und 2023 den rumänischen Pokal gewann. Im Sommer 2023 kehrte sie in ihre Geburtsstadt zurück und schloss sich dem Erstligisten SCM Râmnicu Vâlcea an.
Gogîrlă wird ab der Saison 2025/26 beim rumänischen Erstligisten SCM Craiova unter Vertrag stehen.

### In Auswahlmannschaften
Gogîrlă nahm mit der rumänischen Jugendnationalmannschaft an der U-17-Europameisterschaft 2019, bei der sie mit 60 Treffern den zweiten Platz in der Torschützinnenliste belegte, teil. Nachdem im Folgejahr die U-18-Weltmeisterschaft aufgrund der COVID-19-Pandemie nicht ausgetragen wurde, lief sie mit der rumänischen Juniorinnennationalmannschaft bei der U-19-Europameisterschaft 2021 auf, bei der sie mit 53 Treffern wiederum auf einem vorderen Platz in der Torschützinnenliste auftauchte. Beim letzten Turnier ihrer Juniorinnenzeit, der U-20-Weltmeisterschaft 2022, trat sie, im Gegensatz zu den vorigen Turnieren, weniger als Torschützin in Erscheinung. Gogîrlă stand bei der Weltmeisterschaft 2023 im Aufgebot der rumänischen A-Nationalmannschaft, bei der sie sechs Tore warf.